# Pseudorhyncocyonidae
Famille
Les Pseudorhyncocyonidae forment une famille éteinte de mammifères originaires d'Europe. Ils ont vécu du Paléocène supérieur jusqu'à la fin de l'Éocène, c'est-à-dire il y a environ entre 59 et 34 Ma (millions d'années).

## Liste desgenres
Selon la base de données Fossilworks, les genres suivants, découverts en France, au Royaume-uni et en Allemagne, sont rattachés à la famille des Pseudorhyncocyonidae :
- † Diaphyodectes ;
- † Fordonia ;
- † Leptictidium ;
- † Phakodon ;
- † Pseudorhyncocyon.